# Marian Luto
Piotr Marian Luto (ur. 28 czerwca 1945 w Posejnelach) – polski samorządowiec, wiceprezydent i prezydent Suwałk (1983–1990), przewodniczący Rady Miejskiej Suwałk (1994–1998), starosta sejneński (1999–2006). 

## Życiorys
Urodził się w wielodzietnej rodzinie chłopskiej (związanej w czasie II wojny światowej z Armią Krajową) na terenie powiatu suwalskiego. Uzyskał wykształcenie inżynierskie. W latach 90. studiował podyplomowo na Akademii Rolniczo-Technicznej w Olsztynie.
Od 1966 był zatrudniony w Powiatowej Radzie Narodowej w Sejnach, a od 1975 w Wydziale Architektury Urzędu Wojewódzkiego w Suwałkach. W latach 1972–1973 przewodniczył Miejskiej Radzie Narodowej w Sejnach, następnie zaś był naczelnikiem gminy Giby (1973–1974). Był wieloletnim działaczem Stronnictwa Demokratycznego w Suwałkach, a w latach 80. przewodniczącym jego Wojewódzkiego Komitetu. W 1983 objął funkcję wiceprezydenta Suwałk, którą sprawował do 1990. 6 stycznia 1990 został wybrany prezydentem miasta jako następca Antoniego Grygieńcia z PZPR. W wyborach samorządowych z czerwca 1990 uzyskał jeden z 5 mandatów, jakie przypadły SD w Radzie Miejskiej. W 1994 ponownie uzyskał mandat radnego z ramienia Suwalskiego Klubu Samorządowego, który wszedł w koalicję z lewicą. Został wybrany przewodniczącym Rady Miejskiej z ramienia SKS. W wyniku reformy administracyjnej z 1999 objął obowiązki wicestarosty powiatu sejneńskiego.
Od 2006 do 2011 sprawował funkcję dyrektora Zarządu Budynków Mieszkalnych w Suwałkach. Był biegłym sądowym z zakresu budownictwa w Sądzie Okręgowym w Suwałkach. Pełnił obowiązki wiceprezesa Suwalskiego Klubu Sportowego Badmintona. 
Został odznaczony Krzyżem Kawalerskim Orderu Odrodzenia Polski.